# Alexandre Maristany i Guasch
Alexandre Maristany i Guasch (Barcelona, 1880-1942) fou un actor de teatre i dramaturg català actiu entre 1898 i 1926. Va escriure teatre en català i castellà. Va traduir obres del francès i anglès al castellà i català. Abans de convertir-se en escriptor, era propietari de la indústria tèxtil Textil Maristany,S.A.. El seu germà fou el poeta, traductor i editor Fernando Maristany i Guasch.

## Obres destacades

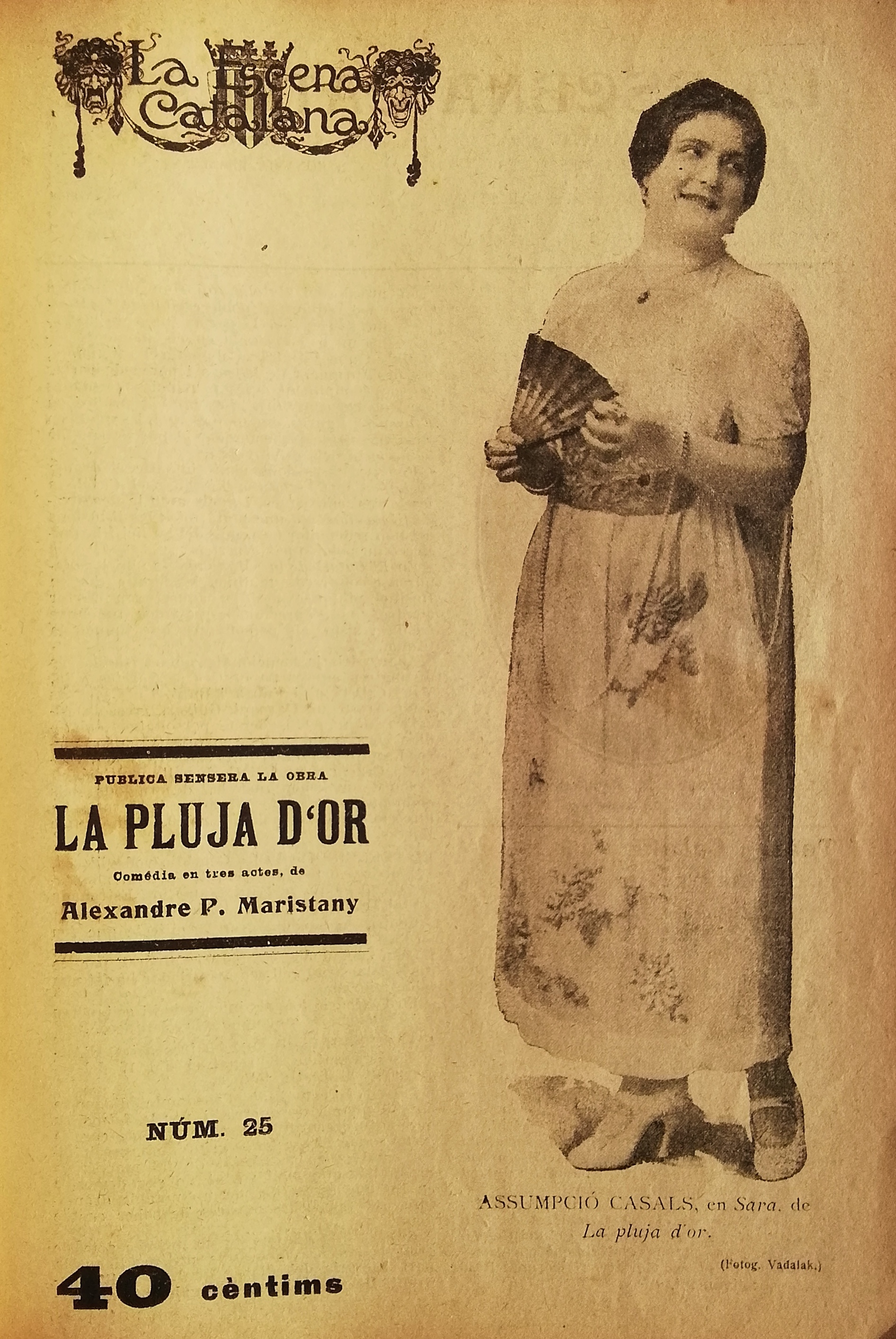
La Pluja d'Or, comèdia en tres actes d'Alexandre Maristany. Publicat per La Escena Catalana l'any 1918

## Obres destacades[2]
- La pluja d'or (1919)
- El casament de la nena (1920)
- La dona que se'n va de casa (1922)
- La farsa de l'honor (1924)
- La Pluja d'Or, comèdia en tres actes d'Alexandre Maristany. Publicat per La Escena Catalana l'any 1918